# 엘리자베스 리서
엘리자베스 리서(Elizabeth Reaser, 1975년 6월 15일 ~ )는 미국의 배우이다. 트와일라잇 시리즈 에스미 컬렌 역으로 잘 알려져 있다.

## 성장 과정
리서는 1975년 6월 15일에 미시간 블룸필드에서 어머니 캐런 데이비드슨과 아버지 존 리서 사이에서 3자매의 차녀로 태어났다. 리서의 계부는 백만장자 사업가 윌리엄 데이비드슨이다. 리서는 오클랜드 대학교를 1년 다니다가, 줄리아드 학교 연극 분야에 입학하였다. 1999년, 미술학사로 졸업하였다.

## 출연 작품

### 영화
- 빌리버 (2001)
- 13 컨버세이션 (2001)
- 스테이 (2005)
- 우리, 사랑해도 되나요? (2005)
- 푸치니 초급과정 (2006)
- 트와일라잇 (2008) 
  - 뉴문 (2009)
  - 이클립스 (2010)
  - 브레이킹 던 part 1 (2011)
  - 브레이킹 던 part 2 (2012)
- 아트 오브 겟팅 바이 (2011)
- 영 어덜트 (2011)
- 원 앤 투 (2015)
- 위자: 저주의 시작 (2016)

### 텔레비전
- 소프라노스 (2000)
- 스탠드 오프 (2006)
- 그레이 아나토미 (2007-08)
- 굿 와이프 (2010-12)
- 트루 디텍티브 (2014)
- 매드맨 (2015)
- 이지 (2016-19)
- 힐 하우스의 유령 (2018)
- 핸드메이즈 테일 (2019)

### 연극
- 겨울 이야기 (2003)